# Melogale
I tassi furetto (Melogale I. Geoffroy Saint-Hilaire, 1831) sono dei carnivori appartenenti alla famiglia dei Mustelidi e classificati in una sottofamiglia a parte, gli Elidictini (Helidictinae). Il genere comprende cinque specie diffuse nel Sud-est asiatico. Diversamente da quanto si riteneva in passato, non sono strettamente imparentati con i tassi veri e propri.

## Descrizione
I tassi furetto sono caratterizzati da una coda folta e lunga. Il corpo è allungato, e le zampe sono relativamente brevi. Il colore del mantello varia dal grigio-bruno al marrone scuro, leggermente più chiaro sulle regioni posteriori. Caratteristiche di questi animali sono una striscia bianca o rossastra lungo il dorso e una sorta di maschera bianca e nera dalla forma peculiare. Hanno una lunghezza testa-corpo di 33–43 cm, una coda di 15–23 cm e un peso che varia tra 1 e 3 kg.

## Distribuzione e habitat
L'areale dei tassi furetto si estende dall'India orientale e dalla Cina centrale, attraverso la penisola malese, fino al Borneo e a Bali. Vivono principalmente nelle foreste, ma a volte si possono incontrare anche in zone erbose aperte.

## Biologia

### Comportamento
I tassi furetto sono creature crepuscolari o notturne. Durante il giorno si ritirano in rifugi naturali o all'interno di tane di altri animali, in quanto, a differenza degli altri tassi, non scavano da soli le proprie tane. Di notte, vanno in cerca di cibo, anche arrampicandosi sugli alberi, e talvolta si riposano alla biforcazione dei rami. Conosciamo ben poco riguardo al loro comportamento sociale, ma presumibilmente conducono un'esistenza solitaria.

### Alimentazione
I tassi furetto sono onnivori e si nutrono sia di piccoli vertebrati (soprattutto rane e lucertole), insetti e vermi, che di frutta e altre sostanze di origine vegetale.

### Riproduzione
Dopo una gestazione di 60 giorni, la femmina partorisce da uno a cinque (di solito due) piccoli. Questi iniziano a condurre vita autonoma a partire dall'età di circa due o tre mesi.

## Tassonomia
Il genere Melogale comprende le cinque seguenti specie:
- Melogale moschata (Gray, 1831), il tasso furetto della Cina, presente in Cina centrale e meridionale (comprese le isole di Taiwan e di Hainan), in India nord-orientale, nelle regioni settentrionali del Myanmar, in Laos e in Vietnam.
- Melogale personata I. Geoffroy Saint-Hilaire, 1831, il tasso furetto della Birmania, diffuso da Myanmar e Vietnam fino alle regioni meridionali della Thailandia.
- Melogale orientalis (Horsfield, 1821), il tasso furetto di Giava, presente sulle isole di Giava e Bali. In alcune classificazioni è considerato una sottospecie del tasso furetto della Birmania.
- Melogale everetti (Thomas, 1895), il tasso furetto del Borneo, presente solamente in una piccola area del Borneo settentrionale. La IUCN lo classifica tra le specie in pericolo (Endangered).
- Melogale cucphuongensis Nadler, Streicher, Stefen, Schwierz e Roos, 2011, il tasso furetto di Cuc Phuong, rinvenuto finora solamente nel parco nazionale di Cúc Phương, in Vietnam, e descritto nel 2011[2].